# Теуку Умар
Теуку Умар (1854 – 11 лютого 1899) був лідером партизанської кампанії проти голландців в Ачех під час Ачехської війни. Він упав, коли голландські війська почали раптовий напад на Меулабо. Його тіло поховали в районі Муго. Після смерті Теуку Умара його дружина Кат Ньяк Дхіен продовжувала керувати партизанами проти голландців. Пізніше він був зроблений Pahlawan Nasional Indonesia (Національний герой Індонезії).

## Біографія

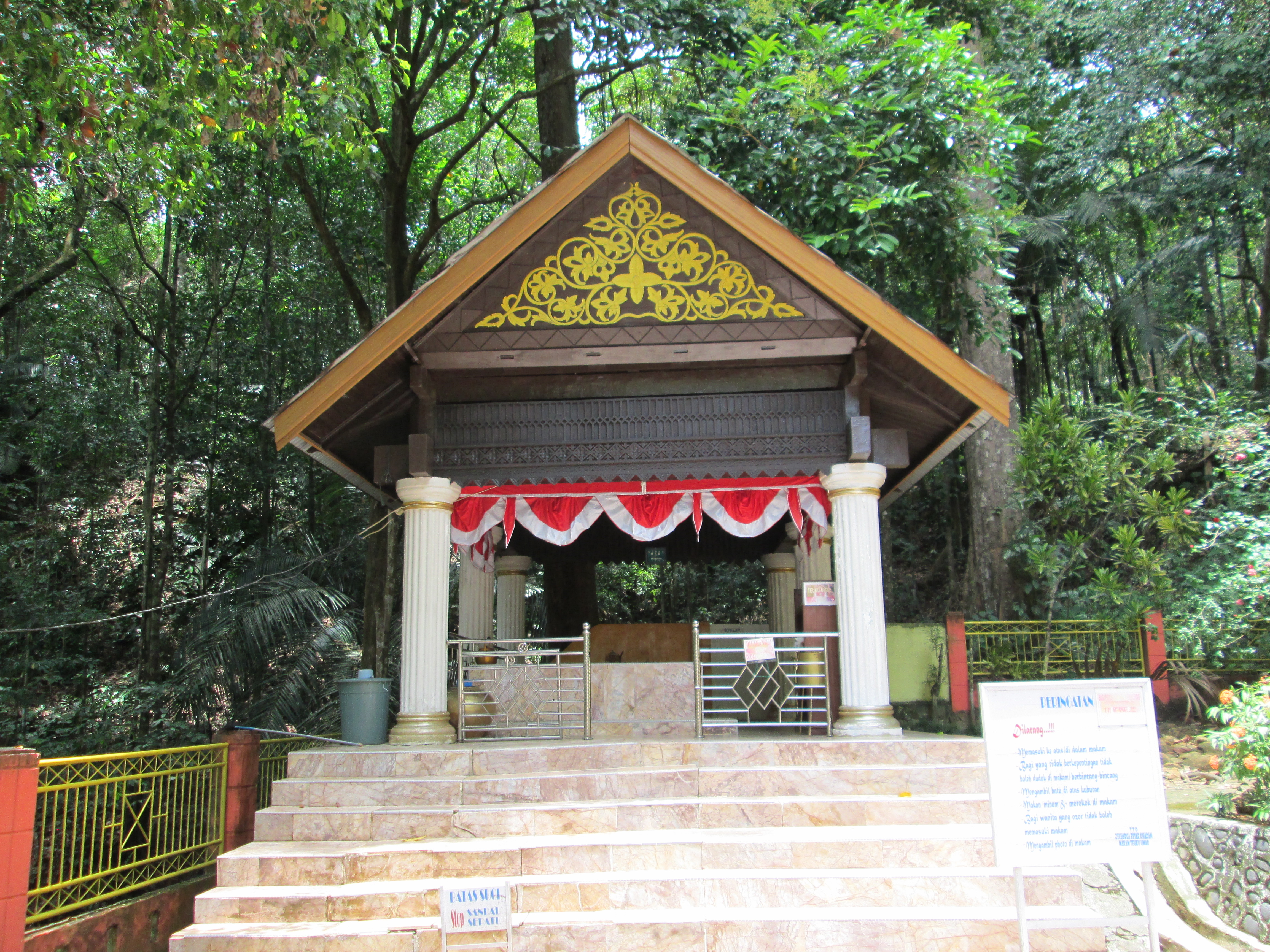
Гробниця Теуку Умара в Муго Райєк, Пантон Реу, Західний Ачех

Умар приєднався до партизанських військ у 1873 році у віці 19 років. Спочатку він воював у Меулабо; пізніше він розширив свою діяльність на різні частини Західного Ачеха.
У віці 20 років Умар одружився з Софією Няк; незабаром після цього взяв Няк Малігай як другу дружину. У 1880 році Умар одружився зі своєю двоюрідною сестрою Кат Ньяк Дхіен; Пізніше Дхіен приєдналася до нього в партизанській кампанії.
У 1883 році голландський колоніальний уряд підписав мирний договір з ачехськими партизанами. Того ж року Умар приєднався до них як таємний оперативник над скаргами Дієна, прокладаючи собі шлях по рядах колоніальної армії. Після того, як у 1884 році знову спалахнула війна, Умар працював над тим, щоб зупинити боротьбу аченського народу. За свою службу 1 січня 1894 року Умару було присвоєно титул Йохан Пахлаван і контроль над легіоном із 250 повністю озброєних солдатів. Згодом Умар отримав контроль над ще 120 солдатами, а також 17 лейтенантами.

## Спадщина

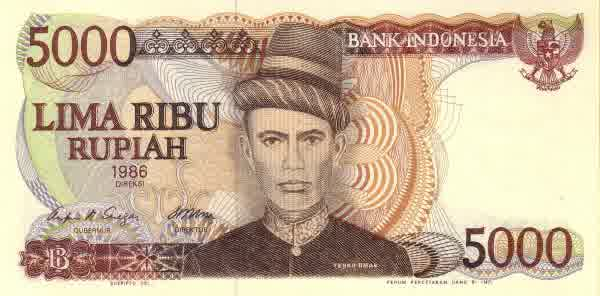
Теуку Умар зображений на банкноті в 5000 рупій.

У 1930-х роках Сукарно описав Теуку Умара як одного з пахлаван тіга-секаван ( трьох героїчних друзів ) разом із Діпонегоро та Імамом Бонджолом.
Теуку офіційно визнано національним героєм Індонезії. По всій Індонезії є багато вулиць, названих на його честь, включаючи головну вулицю у відомому передмісті Ментенг у Джакарті, а також поле в Меулабо.